# قرارداد آمین
قرارداد آمیان (انگلیسی: Mise of Amiens) یا پیمان آمیان عنوان توافقی است که توسط لوئی نهم، پادشاه فرانسه، در تاریخ ۲۳ ژانویه ۱۲۶۴ در رابطه با اختلاف میان پادشاه هنری سوم از انگلستان و بارون‌های شورشی به رهبری سیمون دو مونتفورد به اجرا گذاشته شد. قضاوت یکطرفه و جانبدارانهٔ لوئی نسبت به هنری، منجر به ایجاد یک خصومت و عداوت در جنگ بارون‌ها گردید.
درگیری میان پادشاه و شورشیان، ناشی از عدم رضایت از نفوذ خارجی‌ها در دادگاه‌های محلی در سطوح بالا و مالیات کمرشکن هنری بود. در سال ۱۲۵۸ هنری مجبور شده بود که مقررات آکسفورد را بپذیرد که بر طبق آن، اساساً حکومت سلطنتی به دست یک شورای مرکب از نجیب‌زادگان سپرده می‌گردید. اما این سند دستخوش یک پروسه طولانی مبتنی بر لغو و سپس تجدیدنظر گردید. در سال ۱۲۶۳، کشور در آستانه یک جنگ داخلی بود. در همین زمان، میان دو طرف توافق حاصل گردید که این موضوع به پادشاهی فرانسه برای حکمیت و میانجیگری ارجاع داده شود. لوئی، پادشاه فرانسه معتقد به قیمومیت سلطنتی بود بنابراین و به وضوح به نفع هنری رای صادر کرد.
نتیجه این امر برای بارون‌های شورشی غیرقابل قبول بود و به همین علت تقریباً به فاصلهٔ کمی پس از اعلام این حل و فصل، جنگ بین دو طرف در قالب دومین نبرد بارون‌ها مجدداً از سر گرفته شد. پس از پیروزی بارون‌های شورشی در نبرد لوئس در ماه می ۱۲۶۴، مونتفورد کنترل موقت دولت را به دست گرفت اما این موفقیت کوتاه و ناپایدار بود. بزرگترین فرزند هنری، ادوارد که بعدها ملقب به شاه ادوارد یکم گردید، یک کمپین نظامی را آغاز کرد که در اوت ۱۲۶۵ به نبرد ایوشام ختم گردید. در این نبرد، مونتفورد به سختی شکست خورده و کشته می‌شود. با همهٔ این احوال، گروه‌های پراکنده‌ای از بارون‌ها، همچنان به مقاومت خود ادامه دادند و در نهایت، آخرین پادگان مقاومت آنها یعنی قلعه کنیل‌وورث تا پایان سال ۱۲۶۶، مجبور به تسلیم گردید. پس از این ماجراها، شورشیان سرانجام به واسطهٔ شرایط مندرج در حکم کنیل‌وورث عفو گردیدند.

## پیش‌زمینه
در سال ۱۲۶۴ میلادی، سلطنت هنری سوم عمیقاً تحت تأثیر اختلافاتِ میان پادشاه و نجبا بود. آغاز این درگیری عوامل متعددی داشت. یکی از مهمترین دلایل این اختلافات، نارضایتی از نفوذ ۲ گروه از علاقه‌مندان منتصب به سلطنت در دادگاه‌های محلی بود. یکی از این گروه‌ها با عنوان ساوویاردس شناخته می‌گردید که از بستگان ملکه النور پروونس بودند و گروه دیگر، نیمی از برادران پادشاه بودند که با نام پویته‌وینس یا لوزینان شناخته می‌شدند. اشراف بومی و محلی به واسطهٔ نفوذ سیاسی و گستردهٔ این خارجی‌ها مجازات می‌گردیدند. عامل دیگر، تصمیم پادشاه در پذیرفتن پیشنهاد پاپ اینوسنت چهارم در رابطه با موضوع اهدای تاج سیسیل به فرزندش کوچکترش، ادموند کروچ‌بک به سال ۱۲۵۴ بود. پیشنهاد مبهم چنین بود که حاکمان فعلی جزیره، از حکومت بر اشتاوفر به بهانهٔ پرخرج بودن دست بردارند.

## نگارخانه

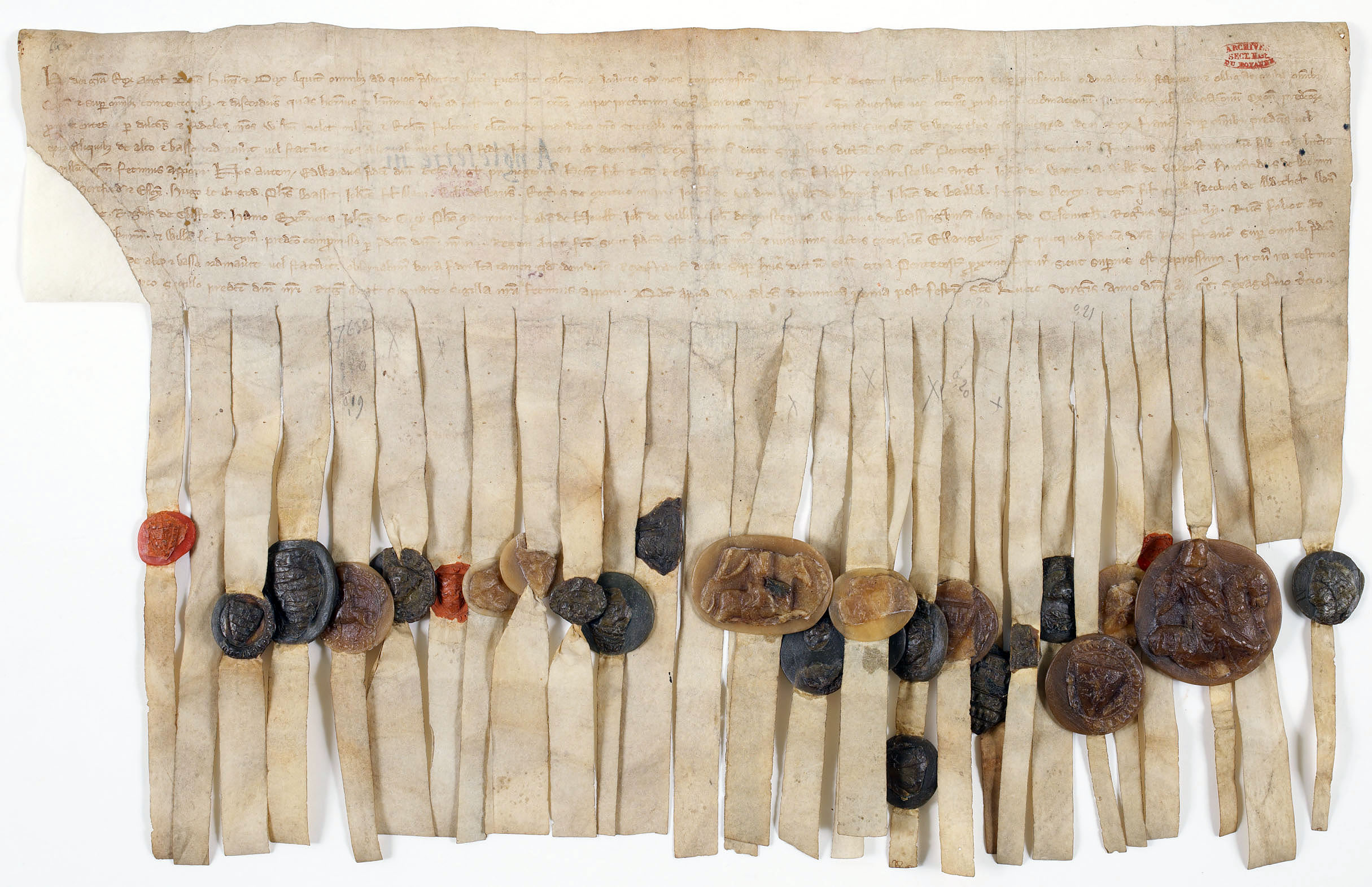
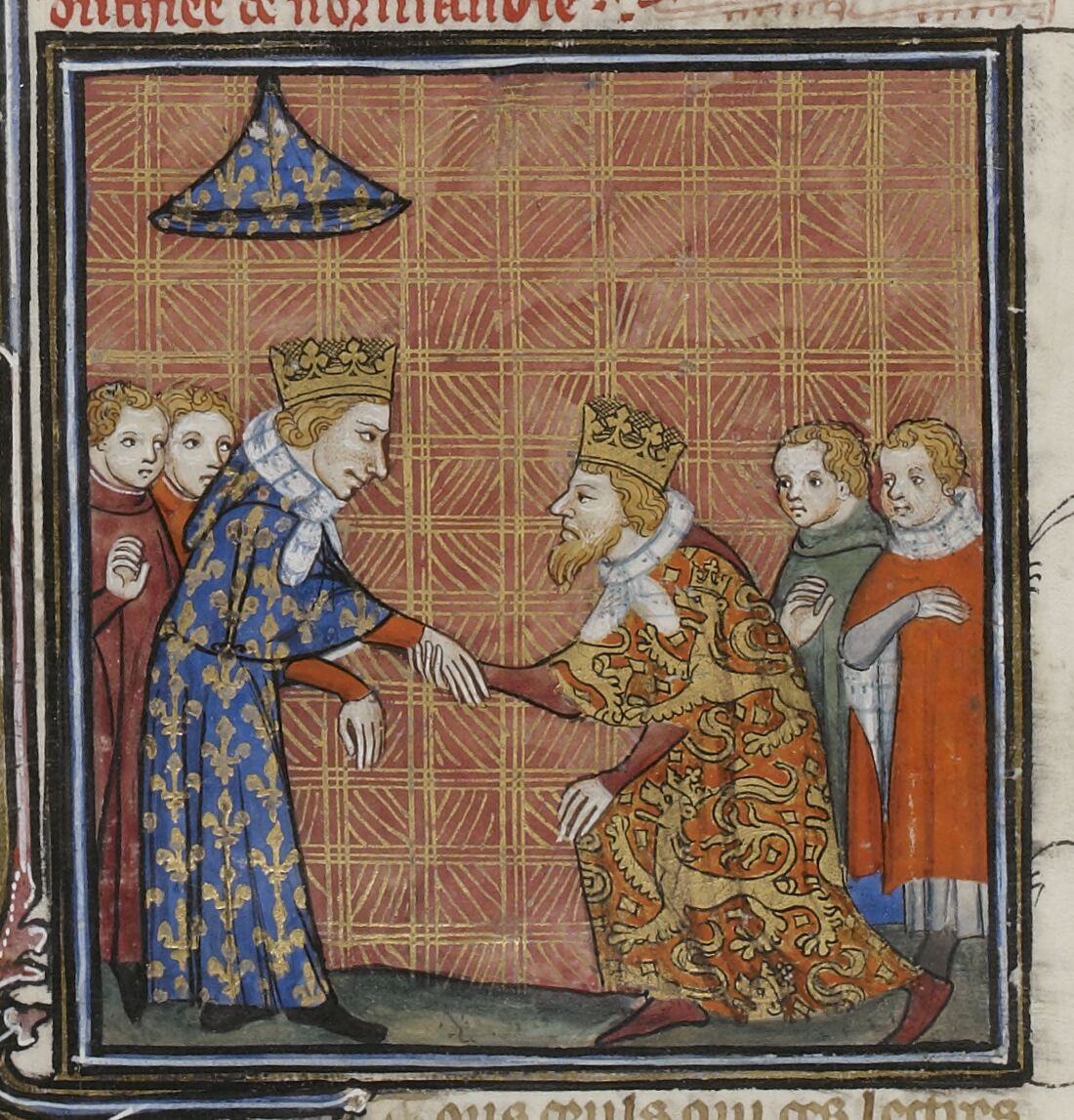
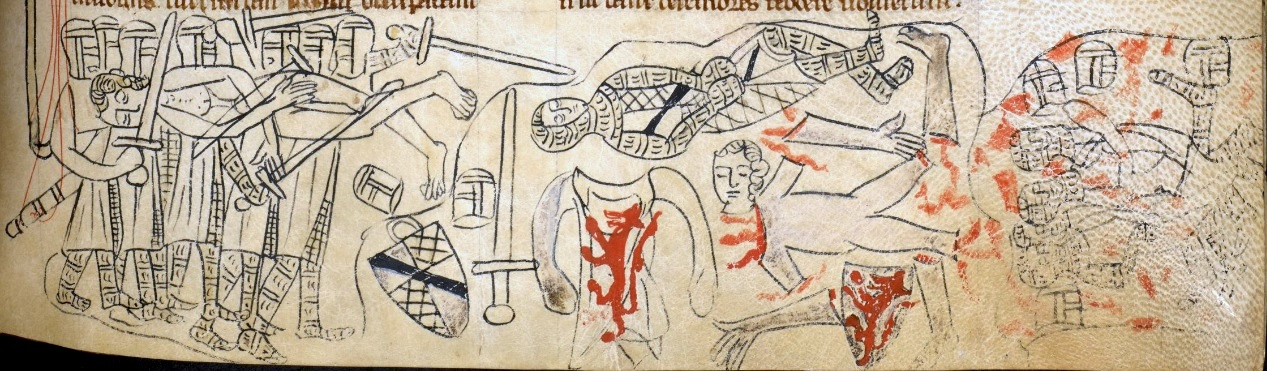